# 多田薬品
多田薬品株式会社（ただやくひん）は、北海道室蘭市寿町2-16-4に本社を置き、主として医薬品の卸売を行う会社であった。1991年に他5社と合併、株式会社バレオ(後の株式会社ほくやく)となる。

## 概要
- 代表取締役社長　多田昌央

## 沿革
- 1907年8月　多田光次郎、室蘭で多田信光堂を創業(多田薬品の前身)
- 1953年3月　多田信光堂、「多田薬局本店」に商号変更し、株式会社に改組。
- 1969年8月　眞鍋薬品と業務提携し、卸部門が独立して「多田薬品」を設立。
- 1991年4月　多田薬品と眞鍋薬品、寿原薬粧、大槻中央薬品、高木薬品、帯広眞鍋薬品が合併。丸一斎藤からは営業権を譲受し、株式会社バレオを設立。多田薬局本店は現在も調剤薬局を営み、室蘭の老舗の薬局としての暖簾を守り続けている。

## 主な取引メーカー
- 武田薬品等